# Stari Mayaki
Stari Mayaki (en ucraniano: Старі Маяки) es un pueblo ucraniano perteneciente al óblast de Odesa. Situado en el suroeste del país, es parte del raión de Berezivka y centro del municipio (hromada) de Stari Mayaki.

## Toponimia
El nombre del asentamiento en ruso es también Stare Mayaki (en ruso: Старые Маяки). 

## Geografía
Stari Mayaki se encuentra a unos 49 km al noroeste de Berezivka y a unos 100 km al norte de Odesa.

## Historia
En 1861, los primeros colonos comenzaron a establecerse cerca del faro.

## Demografía
La evolución de la población de Stari Mayaki entre 1989 y 2001 fue la siguiente:
| 687                                                           | 774 |
| (Fuente: Cities & Towns of Ukraine y UKRAINE: Größere Städte) |     |

Según el censo de 2001, la lengua materna de la mayoría de los habitantes, el 94,71%, es el ucraniano; del 2,71% es el ruso; y del 1,94% es el rumano.

## Infraestructura

### Transporte
Por el pueblo pasa la carretera E95 Odesa-Kiev.